# Hannah Arendt
Hannah Arendt (wym. niem. MAF: [ˌhana ˈaːʁənt], wymowaⓘ; ur. 14 października 1906 w Linden, zm. 4 grudnia 1975 w Nowym Jorku) – niemiecka teoretyczka polityki pochodzenia żydowskiego, filozofka i publicystka. Zajmowała się m.in. naturą siły i zła oraz polityki, demokracji bezpośredniej, autorytetu i totalitaryzmu. Najlepiej zapamiętana za kontrowersyjną tezę na temat banalności zła, którą wysunęła po doświadczeniu procesu Adolfa Eichmanna w Jerozolimie, co zostało przez niektórych odebrane jako apologia.

## Życiorys
Pochodziła z zasymilowanej rodziny żydowskiej. Urodziła się w Linden, dzisiejszej dzielnicy Hanoweru. Rodzice pisarki byli zamożnymi przedstawicielami wyższych sfer mieszczańskich. Dzieciństwo i wczesną młodość spędziła w Królewcu, ówczesnej stolicy Prus Wschodnich, gdzie jej rodzina przeniosła się, by ojciec Arendt mógł poddać się leczeniu syfilisu, którym zaraził się w młodości. W czasie gdy na świat przyszła Hannah, sądzono, że choroba jest w remisji. Jej ojciec zmarł, gdy miała siedem lat. Arendt wychowywała się w politycznie postępowej, świeckiej rodzinie. Jej matka była zagorzałą zwolenniczką socjaldemokratów. Ciotką Hannah była Henriette, jedna z pierwszych policjantek w Niemczech i w Europie. Rodzice Hannah byli niepraktykującymi Żydami, ale dzięki dziadkowi, Maksowi Arendtowi, poznała kulturę żydowską. Po wybuchu I wojny światowej Hannah wraz z matką przeniosła się do Berlina.
Już w wieku 13 lat poznała podstawy literatury i kultury antycznej, a także dzieła filozoficzne Martina Heideggera i Karla Jaspersa, co zawdzięczała doskonale wyposażonej bibliotece rodziców. W 1924 roku, po ukończeniu szkoły średniej, rozpoczęła studia w tym kierunku na Uniwersytecie w Marburgu. Poznała tu Martina Heideggera. Znajomość ta przerodziła się w bardzo głęboką relację dla obojga. Heidegger, obawiając się skandalu, zdecydował się po pół roku zerwać romans. Arendt opuściła Marburg i kontynuowała studia na Uniwersytecie we Fryburgu, u Husserla, a później na Uniwersytecie w Heidelbergu, na seminarium Jaspersa. Pod kierunkiem Karla Jaspersa (któremu polecił Arendt właśnie Heidegger) napisała doktorat o pojęciu miłości u świętego Augustyna.
Hannah Arendt poślubiła Günthera Andersa w 1929 roku. Bezpośrednio dotknęły ją nasilające się w nazistowskich Niemczech antyżydowskie prześladowania w latach 30. XX wieku. Arendt, w przeciwieństwie do swojego męża, wykazywała wzmożoną działalność w żydowskich organizacjach charytatywnych. Krótkotrwałe uwięzienie w połowie 1933 r. i wzrastające rozczarowanie postawą środowisk inteligenckich zmusiło ją do nielegalnego opuszczenia Niemiec. Uciekła najpierw do Czechosłowacji i Szwajcarii, zanim osiadła w Paryżu. Tam pracowała w organizacji ang. Youth Aliyah, pomagając młodym Żydom w emigracji do Brytyjskiego Mandatu Palestyny (obecnie Izrael). Rozwiodła się w 1937 r. z Andersem, a w 1940 r. związała się z Heinrichem Blücherem, wybitnym działaczem Komunistycznej Partii Niemiec. W maju 1940 została internowana w Gurs. Pod koniec 1940 Hannah i jej mąż otrzymali wizy i wyemigrowali do Stanów Zjednoczonych. Osiadła w Nowym Jorku, który pozostał jej główną siedzibą aż do końca życia. Amerykańskie obywatelstwo otrzymała w 1950 r.
W Nowym Jorku zajmowała się pisarstwem i edytorstwem. Była także profesorem Uniwersytetu Chicagowskiego (1963–1967) i New School for Social Research w Nowym Jorku (1967–1975). Do 1952 pracowała w komisji zajmującej się ratowaniem dorobku kulturalnego Żydów europejskich. Stworzyła jedną z najbardziej znanych teorii totalitaryzmu. Inspirowała się filozofią starożytną i filozofią Kanta.
W Polsce żadna z jej książek nie ukazała się w oficjalnym wydawnictwie krajowym do 1985 („Literatura na Świecie” nr 167).

## Wpływ wydarzeń historycznych na prace Hannah Arendt

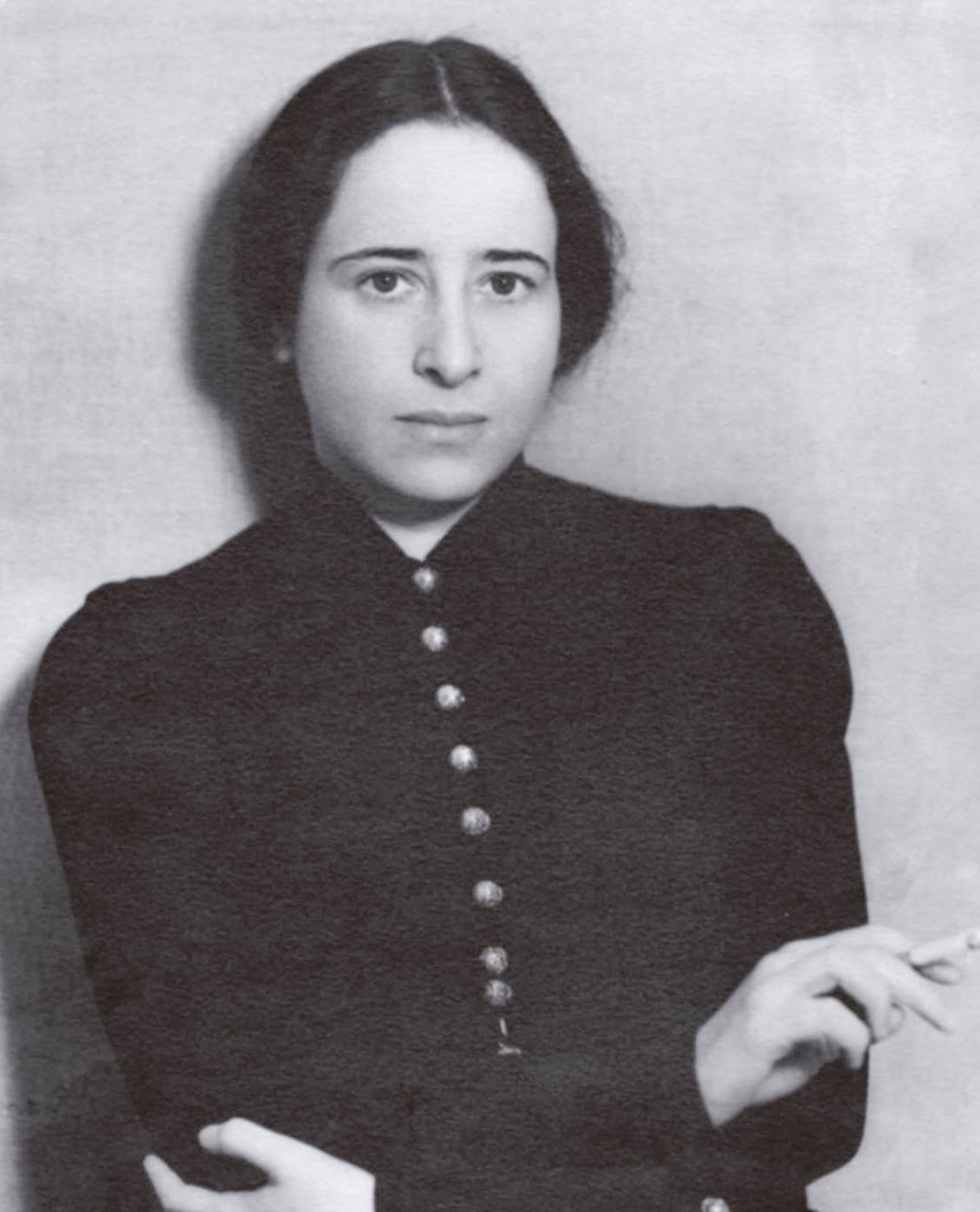
Hannah Arendt (1933)

Praca nad książką Korzenie totalitaryzmu (The Origins of Totalitarianism) zajęła jej prawie pięć lat; w tym czasie jej myśl ewoluowała. Wersja ostateczna tylko w niewielkim stopniu przypominała założenia początkowe. W trakcie pobytu w Niemczech zainteresowanie antysemityzmem doprowadziło Arendt do zwrócenia się ku problematyce rasizmu, ta zaś doprowadziła ją do zagadnień imperializmu. Nim książka została ukończona, rozpoczął się proces norymberski. Dostępność materiałów źródłowych dotyczących III Rzeszy sprawiła, że Arendt postanowiła rozszerzyć tekst o analizę „nowatorskiej formy rządów” hitlerowskich Niemiec. Jesienią 1947 objęła analizą również Związek Radziecki pod rządami Stalina, mimo że jeszcze w 1942 chwaliła ZSRR za likwidację antysemityzmu i trafną politykę narodowościową. Na zmianę jej poglądów dotyczących polityki Stalina miały wpływ relacje Davida Russeta oraz Polaków, którzy przeszli przez radzieckie obozy. Wizję tę uwypukliły wydarzenia rozgrywające się współcześnie w świeżo zdominowanych przez komunistów krajach Europy Środkowo-Wschodniej. Autorka określiła książkę jako „historię totalitaryzmu” i po wielu perypetiach zdecydowała się na tytuł The Origins of Totalitarianism. Tytuł ten jednak za bardzo przypominał dzieło Darwina O powstawaniu gatunków i fałszywie sugerował standardowe, genetyczne podejście historyczne, nie sygnalizował natomiast jej nowatorstwa formalnego i metodologicznego. Nieprzypadkowo wydawca angielski zdecydował się na tytuł The Burden of Our Time, zaś wydawca niemiecki na Elemente und Ursprunge Totaler Herrschaft. Tytuł nie był jedynym problemem. Książka bezceremonialnie traktowała kwestie polityczne. W środowiskach amerykańskich historyków została przyjęta chłodno i raczej krytycznie, choć jednocześnie część badaczy ogłosiła ją dziełem wybitnym. Już pierwsze wydanie przesądziło o jej reputacji: połączenie nowatorskiej analizy historycznej z problematyką filozoficzną i etyczną; odrzucenie wygodnych obiegowych sądów, które mogłyby utrudniać dojście do prawdy; oryginalne, choć nie wyłożone wprost założenia metodologiczne.
W swojej teorii totalitaryzmu autorka przedstawia wizję wzrostu nazizmu, odrzuca wszelką interpretację kategorii klas społecznych. Absolutny despotyzm pojawia się wtedy, gdy społeczeństwo nie ma wspólnych norm zbiorowych. Według Hannah Arendt główną cechą człowieka masowego jest brak jakichkolwiek relacji społecznych oraz wyizolowanie. To, co zdaniem autorki charakteryzuje społeczeństwa nowoczesne jest zjawisko, które można opisać jako dobrowolne wyalienowanie. Człowiek jako istota społeczna jest ciągle zmuszony do pozostania w interakcjach ze społeczeństwem, jednak coraz silniej zaciera więzi międzyludzkie. Tacy ludzie mogą być manipulowani przez siły rządzące w społeczeństwie, a w szczególności media, które mają bezpośredni kontakt. Manipulacja ta odbywa się na dwa sposoby: pochlebianie oraz uwodzenie.

## Praca
Arendt była syjonistką, jednak sympatyzowała z pomysłem utworzenia w brytyjskim Mandacie Palestyny państwa żydowsko-arabskiego. Uważała, że w ten sposób uda się rozwiązać problem bezpaństwowości narodu żydowskiego oraz uniknąć pułapki nacjonalizmu.
Była wielokrotnie oskarżana o hołdowanie uprzedzeniom rasowym wobec sefardyjczyków i czarnoskórych. Najczęściej przytaczany w tym kontekście jest jej esej z 1958 – Reflections on Little Rock, w którym podjęła krytykę postępującej desegregacji w Stanach Zjednoczonych w świetle kryzysu w stolicy Arkansas.
Przez działaczki i działaczy ruchu feministycznego Arendt jest często przedstawiana jako pionierka w świecie zdominowanym przez mężczyzn, jednak sama nie nazywała się feministką. Pozostała nastawiona sceptycznie wobec społecznego wymiaru przemian, które miały miejsce w latach 60. w relacjach między kobietami i mężczyznami. Pytanie, które należy zadać brzmi – co stracimy, jeśli zwyciężymy? – tak skomentowała temat praw kobiet w 1972. W życiu korzystała z tego, co uważała za przywilej bycia kobietą, w odróżnieniu od bycia feministką. Wielce kobieca, a zatem żadna feministka – stwierdził Hans Jonas. Arendt uważała, że niektóre stanowiska i kariery są nieodpowiednie dla kobiet, w szczególności te, w których niezbędny jest zmysł przywódczy. W jednym z wywiadów stwierdziła, że Kobieta wydająca rozkazy po prostu źle wygląda.
W Korzeniach totalitaryzmu długi rozdział poświęciła krytycznej analizie praw człowieka. Arendt nie podważała w nim koncepcji praw politycznych jako takich, jednak broniła jej w wydaniu narodowym, obywatelskim. Prawa człowieka są uniwersalne, niezbywalne i należą się każdemu, kto jest człowiekiem. Z kolei prawa obywatelskie przysługują członkom danej wspólnoty politycznej. Jej podstawowa krytyka praw człowieka dotyczyła ich fantasmagoryjności i nieskuteczności, która wynikała z faktu, że ich egzekwowanie ograniczyłoby suwerenność państw. Uważała, że skoro nie ma politycznej siły ponad suwerennymi narodami, rządy na świecie nie mają powodów do przestrzegania praw człowieka, jeżeli okazałoby się to sprzeczne z racją stanu. Na dowód kruchości tej koncepcji przytaczała realia uchodźców jako osób, które nie posiadają praw innych niż prawa człowieka. Sugerowała w ten sposób, że iluzja działania praw człowieka jest efektem skuteczności praw obywatelskich i załamuje się w przypadku jednostek, które są ich pozbawione.
Analiza Arendt czerpała z kryzysów migracyjnych pierwszej połowy XX wieku oraz jej doświadczeń jako uciekinierki z nazistowskich Niemiec. Uważała, że niegodne realia życia uchodźców, z których większość przebywała w obozach internowania, dowodziły nieistnieniu praw człowieka. Jak pisała: Koncepcja praw ludzkich oparta na założeniu, że istnieje istota ludzka jako taka natychmiast się załamała, kiedy osoby głoszące, że w nią wierzą po raz pierwszy zetknęły się z ludźmi, którzy naprawdę stracili wszystkie inne cechy i znaleźli się poza związkami łączącymi ludzi – z wyjątkiem tego, że byli ciągle ludźmi. Świat stwierdził, że nie ma nic świętego w abstrakcyjnej nagości bycia człowiekiem.
Jako filozofka Arendt pisała prace na temat historii intelektualnej, wykorzystując wydarzenia i działania do rozwijania wglądu we współczesne ruchy totalitarne i zagrożenie dla wolności ludzkiej, jakie prezentuje naukowa abstrakcja i burżuazyjna moralność. Pod względem intelektualnym należała do niezależnych myślicieli, samotników, odcinających się od szkół myśli czy ideologii. Poza głównymi tekstami opublikowała szereg antologii, w tym Między czasem minionym a przyszłym: osiem ćwiczeń z myśli politycznej (Between Past and Future) w 1961 r., Ludzie w mrocznych czasach (Men in Dark Times) w 1968 i Kryzys republiki (Crises of the Republic) w 1972. Miała wkład w publikacje w The New York Review of Books, Commonweal, Dissent i The New Yorker.

### Teoria polityczna i system filozoficzny
Podczas gdy nigdy nie wykształciła jednej spójnej teorii politycznej, a jej prac nie można łatwo skategoryzować, tradycja myśli najściślej utożsamiana z Arendt to republikanizm obywatelski, od Arystotelesa do Tocqueville’a. Jej koncepcja polityczna koncentruje się wokół aktywnego obywatelstwa, które kładzie nacisk na zaangażowanie obywateli i wspólne, zbiorowe rozważania. Arendt wierzyła, że bez względu na to, jak zły, rząd nigdy nie zdoła wytępić ludzkiej wolności, pomimo przekonania, że nowoczesne społeczeństwa często wycofują się z demokratycznej wolności z jej nieodłącznym nieładem, na rzecz względnego komfortu biurokracji administracyjnej. Polityczna spuścizna filozofki to zdecydowana obrona wolności w obliczu coraz mniej wolnego świata. Nie trzyma się jednej, systematycznej filozofii, ale obejmuje zakres tematów obejmujących totalitaryzm, rewolucję, naturę wolności oraz zdolność myślenia i osądu.
Chociaż najbardziej znana jest z prac nad „mrocznymi czasami”, naturą totalitaryzmu i zła, odnaleźć w nich można również iskrę nadziei i ufności w naturę ludzkości: Ponieważ nawet w najmroczniejszych czasach mamy prawo oczekiwać pewnego oświecenia, oraz tego, że to oświecenie może pochodzić nie tyle z teorii i koncepcji, co nawet z niepewnej, migotliwej i często słabej iskry, którą pewni mężczyźni i pewne kobiety, w swoim życiu i pracach, rozpalą bez względu na okoliczności i oświetlą czas, który został im dany.

## Choroba i śmierć
Mąż Hanny Arendt, Heinrich Blücher, cierpiał z powodu tętniaka mózgu, a dodatkowo od 1961 aż do śmierci miał poważne problemy z sercem. 31 października 1970 zmarł na zawał serca.
Podczas prowadzenia wykładu w Szkocji w maju 1974 Arendt przeżyła atak serca. Po wyjściu ze szpitala jej stan zdrowia był bardzo poważny. Paliła dużo papierosów, co również przyczyniało się do problemów zdrowotnych. Niedługo po 69 urodzinach, 4 grudnia 1975, dostała kolejnego zawału. Zmarła w swoim mieszkaniu podczas spotkania z przyjaciółmi. Została pochowana w maju 1976 w Bard College w Nowym Jorku, razem z mężem.

## Relacje
Oprócz tego, że Arendt wyszła dwukrotnie za mąż i miała romans z Heideggerem, miała wielu przyjaciół. Od czasu jej śmierci część jej korespondencji ze znajomymi została opublikowana, ujawniając wiele informacji na temat jej sposobu myślenia i patrzenia na świat. Była bardzo lojalną i hojną przyjaciółką, wiele ze swych prac dedykowała bliskim osobom. Opisywała przyjaźń jako coś, dzięki czemu czuje, że żyje.
Jej grono przyjaciół obejmowało zarówno Europejczyków, jak i osoby poznane później w Ameryce. Jej relacje były bardzo zróżnicowane i często polityczne. Mimo tego, że została obywatelką USA w 1950, jej język i kultura zawsze były mocno związane z Niemcami i Europą.
Przez całe życie przyjaźniła się z Anne Mendelssohn Weil („Annchen”), którą poznała w latach nastoletnich. Kiedy wyemigrowała do Ameryki, najbliższą jej osobą stała się Hilde Frankel. Po wojnie Arendt wróciła do Niemiec i odnowiła relację z Weil, która wcześniej odwiedzała ją wielokrotnie w Nowym Jorku, szczególnie po śmierci Blüchera w 1970. Po raz ostatni spotkały się w Szwajcarii w 1975. Kiedy Frankel zmarła, najlepszą przyjaciółką Arendt stała się Mary McCarthy.

## Dziedzictwo
Hannah Arendt uważana jest za jedną z najbardziej wpływowych filozofów XX wieku. W 1998 Walter Laguegur powiedział: Żaden dwudziestowieczny filozof ani myśliciel polityczny odbija się teraz tak dużym echem. Dziedzictwo Arendt jest czasem opisywane jako kult. Jest ona najbardziej znana z artykułu Eichmann w Jerozolimie, który napisała dla „New Yorkera”, a szczególnie z frazy the banality of evil. Unikała rozgłosu i – jak mówiła Karlowi Jaspersowi w 1951 – nigdy nie oczekiwała bycia dziewczyną z okładki.
W Niemczech można udać się na wycieczkę po miejscach związanych jej z życiem.
W swoim testamencie wyznaczyła organizację Hannah Arendt Bluecher Literary Trust jako właściciela jej zdjęć i prac. Jej prywatna biblioteka została przekazana przez Bard College do Biblioteki Stevensona w 1976 i zawiera ok. 4000 książek. College zarchiwizował część kolekcji w formie elektronicznej i jest ona dostępna w „The Hannah Arendt Collection”. Większość jej prac znajduje się w Bibliotece Kongresu, a jej korespondencja z niemieckimi przyjaciółmi, takimi jak Heidegger, Blumenfeld i Jaspers, jest przechowywana w Marbachu. W 2015 producentka Ada Ushpiz opublikowała dokument o Hannah Arendt „Vita Activa: The Spirit of Hannah Arendt”.
W 2017 ukazał się magazyn „Arendt Studies”, którego celem jest publikacja artykułów dotyczących życia, pracy oraz dziedzictwa Hannah Arendt.

## Obecność w kulturze popularnej
Wielu autorów napisało biografie, które skupiają się na relacji między Hannah Arendt i Martinem Heideggerem. W 1999 roku francuska filozofka feministyczna Catherine Clément napisała powieść Martin i Hannah, spekulując na temat trójkąta miłosnego między Heideggerem a Arendt i żoną Heideggera, Elfriede Petri. Oprócz relacji, powieść jest poważną eksploracją idei filozoficznych, która koncentruje się na ostatnim spotkaniu Arendt z Heideggerem we Freiburgu w 1975 roku. Scena oparta jest na opisie Elisabeth Young-Bruehl w Hannah Arendt: For Love of the World (1982), ale sięga wstecz do ich dzieciństwa i tego, jaką rolę odegrał Heidegger w zachęcaniu do powstania relacji między kobietami. Powieść ta bada nazizm ujęty przez Heideggera jako odzwierciedlenie Niemiec oraz, podobnie jak w przypadku opisywanego przez Arendt Eichmanna, trudną relację między zbiorowym poczuciem winy a osobistą odpowiedzialnością. W meandry relacji międzyludzkich Clement wplątuje również innego mentora Hanny – Karla Jaspersa.
Izraelska pisarka Savyon Liebrecht napisała sztukę „Rzecz o banalności miłości”, która dotyczyła relacji Arendt i Heideggera (polska premiera 21 stycznia 2013 w Teatrze Telewizji, rok później przedstawienie w Teatrze Dramatycznym w Warszawie).

### Film o Hannie Arendt
Życie Arendt wciąż jest częścią współczesnej kultury oraz myśli. W 2012 roku ukazał się niemiecki film Hannah Arendt w reżyserii Margarethe von Trotta, w którym tytułową rolę zagrała Barbara Sukowa. Film przedstawia kontrowersje związane z relacją Arendt z procesu Eichmanna i późniejszej książki, w której została błędnie zrozumiana jako broniąca Eichmanna oraz zrzucająca winę za Holokaust na żydowskich przywódców.

## Prace przetłumaczone na język polski
- Zorganizowana wina i powszechna odpowiedzialność, przeł. Józef Sieradzki, Konferencja w Wannsee, czyli Poncjusz Piłat, przeł. Józef Sieradzki, Czym jest filozofia Existenz?, przeł. Anna Wyka, Odwrócenie porządku kontemplacji i działania, przeł. Józef Sieradzki, Rozumienie a polityka, przeł. Józef Sieradzki, Prawda a polityka, przeł. Józef Sieradzki, Podbój przestrzeni kosmicznej i autorytet człowieka, przeł. Grażyna Łuka, „Literatura na Świecie” nr 6 (167), 1985.
- Eichmann w Jerozolimie: rzecz o banalności zła (1963), tłum. Adam Szostkiewicz, Znak, Kraków 1987.
- O rewolucji (1963), tłum. Mieczysław Godyń, Wydawnictwo X, Dom Wydawniczy Totus, Kraków 1991.
- Myślenie (1971), tłum. Hanna Buczyńska-Garewicz, Czytelnik, Warszawa 1991.
- Korzenie totalitaryzmu (1951), t. 1-2, tłum. Mariola Szawiel i Daniel Grinberg, Niezależna Oficyna Wydawnicza, Krytyka, Warszawa 1993; Wydawnictwa Akademickie i Profesjonalne, Warszawa 2008.
- Między czasem minionym a przyszłym: osiem ćwiczeń z myśli politycznej, tłum. Mieczysław Godyń i Wojciech Madej, Fundacja Aletheia, Warszawa 1994.
- Wola, tłum. Robert Piłat, przedm. Hanna Buczyńska-Garewicz, Czytelnik, Warszawa 1996.
- O przemocy; Nieposłuszeństwo obywatelskie, tłum. Anna Łagodzka, Wojciech Madej, Fundacja Aletheia, Warszawa 1998.
- Kondycja ludzka (1958), tłum. Anna Łagodzka, Fundacja Aletheia, Warszawa 2000.
- Odpowiedzialność i władza sądzenia, tłum. Wojciech Madej, Mieczysław Godyń, Prószyński i S-ka, Warszawa 2006.
- Polityka jako obietnica, tłum. Wojciech Madej, Mieczysław Godyń, Prószyński i S-ka, Warszawa 2007.
- Róża Luksemburg (1871-1919), tłum. Rafał Kuczyński, Bartosz Kuźniarz, „Kronos” 4/2007.
- Salon berliński i inne eseje, tłum. Sebastian Szymański, Mieczysław Godyń, Prószyński i S-ka, Warszawa 2008.
- Drut kolczasty, wybrał, przełożył i wstępem opatrzył Piotr Nowak, Biblioteka kwartalnika „Kronos”, Fundacja Augusta hr. Cieszkowskiego, Warszawa 2011.
- Pisma żydowskie, tłum. Mieczysław Godyń, Piotr Nowak, Ewa Rzanna, wstępem poprzedził i przekład opracował Piotr Nowak, Biblioteka kwartalnika „Kronos”, Fundacja Augusta hr. Cieszkowskiego, Warszawa 2012.
- Wykłady o filozofii politycznej Kanta, tłum. Rafał Kuczyński, Marcin Moskalewicz, wstępem poprzedził i przekład opracował Piotr Nowak, Biblioteka kwartalnika „Kronos”, Fundacja Augusta hr. Cieszkowskiego, Warszawa 2012.
- Kryzys republiki, przeł. i przedmową opatrzył Piotr Nowak, Biblioteka kwartalnika „Kronos”, Fundacja Augusta hr. Cieszkowskiego, Warszawa 2022.